# シャークボーイ&マグマガール 3-D
『シャークボーイ&マグマガール 3-D』（原題: The Adventures of Sharkboy and Lavagirl in 3-D）は、2005年に公開されたアメリカ映画。
原案は監督のロバート・ロドリゲスの息子のレーサー・マックス・ロドリゲス（当時7歳）である。

## ストーリー
10歳の少年・マックスが空想していたヒーローたちが現実に現れ、共に冒険をする。

## キャスト
括弧内は日本語吹き替え。
- シャークボーイ：テイラー・ロートナー（内山昂輝）
- マグマガール：テイラー・ドゥーリー（桐江杏奈）
- マックス：ケイデン・ボイド（滝原祐太）
- ミスター・エレクトリック/エレキ魔王：ジョージ・ロペス（山寺宏一）
- マックスのパパ：デヴィッド・アークエット（宮本充）
- マックスのママ：クリスティン・デイヴィス（安藤麻吹）
- ライナス/マイナス：ジェイコブ・ダヴィッチ（湊剛）
- マリッサ/アイス・プリンセス：サーシャ・ピーターズ（三村ゆうな）
- その他の声の吹き替え：宇山玲加／村上想太／持丸加賀／桜井誉礼／関根直也／松野瞳／小野隆世／五十嵐裕／千葉皓敬／武田梓